# رود کداح

رود کداح

رود کداح (به انگلیسی: Kedah River) (مالایی: Sungai Kedah) یک رود در کداح مالزی است. این رود از میان الور ستار عبور کرده و در تنگه ملاکا در کوالا کداح تخلیه می‌شود.